# Иноуэ Коваси
Иноуэ Коваси (яп. 井上 毅, 6 февраля 1844 — 17 марта 1895) — японский государственный деятель, один из авторов Конституции Японской империи, министр культуры (1893—1894), директор Законодательного бюро (1888—1891), тайный советник (1890—1893), виконт (1895).
Будучи сведущим в кокугаку и других дисциплинах, вместе с Ито Хиробуми участвовал в разработке Конституции, Закона об императорском доме, Императорских рескриптов об образовании и солдатам и матросам. Считал, что в Японии невозможно ввести парламентскую систему, поскольку на тот момент не было условий для создания правящей партии, способной сформировать стабильное правительство, и выступал за создание государственной системы по образцу Германской империи.
Детское имя — Такума (多久馬), прозвания — Докусай (独々斎) и Гоин (梧陰).

## Биография

### Вассал Кумамото
Родился 6 февраля 1844 года в деревне Цубой княжества Кумамото (ныне район города Кумамото) как третий сын Ииды Кэнгоэя, вассала Нагаоки Корэкаты, каро княжества Кумамото. С раннего возраста его считали вундеркиндом за его увлечённое отношение к чтению книг. Его преданное отношение к учёбе расположило к нему господина Нагаоку Корэкату, и в январе 1852 года он был отдан в частную школу семьи Нагаока, Хицую-до, где провёл пять лет до июня 1857 года. В июле того же года по рекомендации Корэкаты поступил в школу Киноситы Сайтана, где отличился и был отмечен как талантливый ученик наряду с Такэдзоэ Синъитиро и Фурусё Камоном. В сентябре 1862 года по рекомендации Киноситы стал обучаться в княжеской школе Дзисюкане.
В 1866 году был усыновлён Иноуэ Сигэсабуро и сменил свою фамилию на Иноуэ. Завершив обучение в феврале того же года продолжил учиться в общежитии Дзисюкана, а в октябре 1864 года посетил Ёкоя Сёнана, находившегося под домашним арестом, и беседовал с ним (подробности этой беседы зафиксированы в «Беседах Сёдзана»). В сентябре 1867 года поступил в центр обучения французскому языку в Иокогаме, который был открыт сёгунатом Токугава, однако сёгунат был упразднён в ходе возвращения власти императору в ноябре того же года, а в январе 1868 года ему пришлось отменить свою поездку из-за хаоса, вызванного войной Босин, и вернуться домой в апреле. Иноуэ не сдался и в июле перевёлся во французскую языковую школу в Нагасаки, но когда княжество Кумамото вступило в войну Босин и встало на сторону нового правительства Мэйдзи, по приказу княжества Коваси был вынужден отказаться от своих планов учиться в Нагасаки.
В августе Иноуэ присоединился к армии Кумамото под командованием Комэды Торао, сына Нагаоки Корэкаты, а в сентябре совершил поездку по региону Тохоку из Хиракаты в Накамуру и Нихоммацу. Поскольку бои уже начались, а проимператорские войска Сацумы и Тосы уже разгромили противника, включая княжества Сэндай и Айдзу, солдаты Кумамото не смогли принять участия в боях. 22 сентября они двинулись на юг из Нихоммацу, 29 сентября вернулись в Эдо и 19 октября вернулись в Кумамото морем. Иноуэ, служивший в армии, вёл дневник под названием «Хокусэй никки» («Дневник Северной экспедиции») и путешествовал по Камакуре, Эносиме и другим местам. Вернувшись в своё княжество, Коваси оставался в Нагасаки по приказу княжества с конца года по октябрь 1869 года.

### Чиновник правительства
В сентябре 1870 года, после реставрации Мэйдзи, поступил в Дайгаку нанко (Высшая южная школа, предшественник Токийского университета). В феврале 1871 года закончил учёбу и в декабре поступил на службу в Министерстве правосудия (ныне Министерство юстиции) правительства Мэйдзи. Поскольку Иноуэ мог говорить по-французски, в сентябре 1872 года он отплыл из Иокогамы в составе западноевропейской миссии из 8 человек, которые должны были сопровождать министра юстиции Это Симпэя (сам Это не присоединился к миссии), и отправился в путешествие по Европе, в основном по Франции, с целью изучения судебной системы. В Берлине Иноуэ уделял особое внимание исторической школе права, которая возникла в противовес теории естественного права, и, изучав историческую школу, выступал против поспешного принятия римского права и Наполеоновского кодекса при создании японского гражданского кодекса. Коваси задумывался о сохранении уникальной культуры, обычаев и законов Японии, и поэтому порвал с Это Симпэем, который планировал ввести гражданское право, переведя Наполеоновский кодекс.
Вернулся в Японию 6 сентября 1873 года, и после того, как Это Симпэй ушёл в отставку из-за инцидента 1873 года, Иноуэ был привлечён к работе под руководством Окубо Тосимити. В феврале 1874 года сопровождал Окубо, когда тот отправился подавлять восстание в Саге, и стал свидетелем казни своего бывшего начальника Это. В августе того же года также сопровождал Окубо, когда тот отправился в Цинский Китай для урегулирования Тайваньского инцидента, и ему было поручено составить переговорные документы для Цин. В 1875 году составил «Принципы построения королевства» («Ококу кэнкоку хо»), основанные на его исследованиях в Европе, а в 1876 году был назначен секретарём Законодательного бюро Большого государственного совета. Летом того же года Иноуэ представил своё мнение в ответ на просьбу Ивакуры Томоми дать совет по формулировке конституции, указав на разницу в характере между иностранными конституциями и конституцией принца Сётоку из семнадцати статей со «Списком наказаний», например, наличие или отсутствие правовых ограничений для монарха.
В январе 1877 года был назначен главным секретарем Большого государственного совета, а когда началось Сацумское восстание, служил помощником у Ито Хиробуми при переезде правительства в Киото.  В марте ему было приказано присоединиться ко второй отдельной бригаде под командованием Ямады Акиёси и отплыть на корабле из порта Кобэ, высадившись сначала в Нагасаки, затем в Яцусиро, где занимались набором войск и руководством армией. После того, как в апреле отдельный отряд освободили замок Кумамото, Иноуэ вернулся в Киото, а в августе отправился в Токио, выполнив оставшуюся работу правительства, которое ранее отъехало в Токио. После убийства Окубо Тосимити в 1878 году Коваси служил советником Ивакуры Томоми, а также часто помогал Ито Хиробуми в составлении его аналитических статей по его просьбе.
В начале февраля 1880 года императорские советники, включая Ито Хиробуми, Иноуэ Каору и Куроду Киётаку, представили правительству документы, в которых излагались пути реализации конституции и создания парламента. В документе, составленном после обсуждений с Ито в ноябре, говорилось о преждевременности создания парламента, и основное внимание уделялось постепенному развитию. Кроме того, Коваси сопровождал Ито на переговорах с Китаем по поводу аннексии Рюкю.
В своих «Предложениях по конституции» («Кэмпо икэн хикаэ»), написанных в 1876 году, он утверждал, что будущая конституция должна отличаться от Конституции из семнадцати статей, и критически рассматривал только правовые системы западных стран. Однако позже, вдохновившись книгой Оно Адзусы «Очерки о государственной конституции» («Коккэн ханрон»), осознал необходимость изучения японских классических текстов для государственной системы. Познакомившись с такими исследователями японской литературы, как Конакамура Киёнори, Отиай Наобуми, Масуда Юкинобу, и взяв в помощники Икэбэ Ёсикату, изучал «Кодзики», «Нихон сёки» и другие труды из «Риккокуси», «Рёгигэ», «Когосюй», «Манъёсю», «Руидзю кокуси», «Энгисики», «Дай Нихон си», «Синрон» и другие.

### Составление конституции
В марте 1881 года, по просьбе принца Арисугавы-но-мии Тарухито, Окума Сигэнобу и Яно Рюкэй представили заключение по конституции. Когда Ивакура Томоми попросил высказать своё мнение, Иноуэ незамедлительно, приложив работу Фукудзавы Юкити «Обновление народных настроений» («Миндзё иссин»), указал на сходство с мнением Окумы и выступил против конституционной системы, основанной на британской модели. В июне, при содействии юридического консультанта Министерства иностранных дел Германа Рёслера, представил исследовательские документы, такие как «Рассмотрение императорской конституции» («Кинтэй кэмпо ко»), «Первое мнение о конституции» («Кэмпо икэн дайити») и «Основы конституции» («Кэмпо корё»). Коваси выступал за поэтапность и концепцию государства прусского типа. 30 июня Иноуэ посетил Ито и предложил исключить Окуму, однако не смог его убедить, после этого отправил письмо, настойчиво прося Ито взять на себя ответственность за разработку проекта конституции и, чтобы подтолкнуть Ито к принятию решения, заявил, что если это важное дело перейдёт в другие руки, то он вернётся в Кумамото.
После, ради формирования большинства для исключения Окумы, Иноуэ Коваси посетил Иноуэ Каору, находившегося на лечении на Ицукусиме, и сумел изменить его позицию, сделав его сторонником исключения Окумы и раннего принятия конституции прусского типа, а также попросил его убедить Ито. Затем успешно убедил Мацукату Масаёси, представителя Сацумы, и попоросил его поработать с сацумской фракцией, включая Куроду Киётаку и Сайго Цугумити. В это же время, 5 июля, конституционный документ Иноуэ «Основные принципы» («Дай корё») был представлен на рассмотрение от имени Ивакуры. Когда же разгорелся скандал с продажей государственного имущества Кайтакуси, Иноуэ помог распространить теорию заговора против Окумы, стремясь изгнать его из правительства, что в итоге привело к отставке Окумы и связанных с ним чиновников в октябре (инцидент 1881 года). В сентябре Ито подготовил законопроект о реформировании системы кабинета министров, что позволило восстановить их отношения.
После политических потрясений Иноуэ активно работал в качестве помощника Ито и в декабре стал членом Палаты советников при Большом государственном совете (впоследствии Законодательное бюро при кабинете министров), где участвовал в составлении указа об учреждении парламента и подготовке текста императорского рескрипта солдатам и матросам, который был обнародован в 1882 году. В том же году и в 1884 году сопровождал Ханабусу Ёсимото и Иноуэ Каору, отправленных для урегулирования ситуации в Корее после инцидента в Имо и мятежа года Капсин, и прилагал усилия в переговорах с Кореей. Кроме того, 17 марта 1884 года Коваси был назначен главой Бюро по изучению конституционных систем, созданного для разработки конституции. Вместе с другими чиновниками, Ито Миёдзи и Канэко Кэнтаро, принимал участие в составлении Конституции Японской империи под руководством Ито Хиробуми и в разработке закона об императорском доме. Однако из-за принятия указа о пэрах в том же году и введения системы кабинета министров в 1885 году, ознаменовавшей создание первого правительства Ито, работа над конституцией была отложена, а полноценное её создание было перенесено на более позднее время.
В мае 1886 года по инициативе Ито продолжилась работа над конституцией, а в мае 1887 года Ито были представлены два варианта проекта конституции «А» и «Б». Также был учтён проект, предложенный Рёслером, и на основе этих материалов началась разработка конституции. С июня по август того же года работа велась в летней резиденции Ито на острове Нацусима (ныне район города Ёкосука), где Ито, вместе с Иноуэ, Ито Миёдзи и Канэко Кэнтаро, вчетвером обсуждали и трудились над завершением чернового варианта. В октябре они переехали в особняк Ито в Таканаве (ныне часть района Минато), где продолжили дискуссии. 27 апреля 1888 года проект конституции был завершён, а 30 апреля Ито Хиробуми ушёл с поста премьер-министра в недавно созданный Тайный совет, конституционный совещательный орган, заняв пост его председателя, и продолжил работу над документом. Иноуэ Коваси и ещё двое были назначены секретарями Тайного совета и участвовали в конституционных обсуждениях (при этом Иноуэ стал главным секретарём и одновременно занимал должность главы Законодательного бюро), и после продолжительных обсуждений с советниками 11 февраля 1889 года была обнародована Конституция Японской империи.

### Решение политических вопросов
Во время первого правительства Ито, на встрече с Гюставом Буассонадом, Иноуэ узнал, что в поправках к неравноправным договорам, внесённых министром иностранных дел Иноуэ Каору, есть изъян: вместо полной отмены экстерриториальности предлагалось, чтобы в судах над иностранными подсудимыми более половины судей были иностранцами. Коваси воспринял это как посягательство на независимость законодательной и судебной власти Японии и выразил протест. Общественное недовольство дипломатией по пересмотру договоров вызвало народные волнения, и в декабре 1887 года, по предложению Ямагаты Аритомо, Ито прибёг к жестким мерам в рамках указа о сохранении порядка, что, по мнению Иноуэ, делало неизбежным конфликт между правительством и будущим парламентом, угрожая превращением конституции в пустую формальность, и в результате Коваси подал в отставку. Эта отставка поставила первое правительство Ито, находившееся в процессе разработки конституции, под угрозу кризиса, и Ито приложил усилия, чтобы удержать его. Вопрос пересмотра договоров был урегулирован отставкой Иноуэ Каору в сентябре 1887 года.
После отставки Иноуэ Каору министром иностранных дел стал Окума Сигэнобу, занимавшийся пересмотром договоров в рамках правительства Куроды, сформированного после ухода Ито с поста премьер-министра. Однако, возмущённый тем, что проект Окумы, предусматривавший назначение иностранных судей, ничем не отличался от предыдущего, Иноуэ в сентябре 1889 года подал снова в отставку и призвал Ито организовать движение против этого предложения. Одновременно он встречался с Мотодой Нагадзанэ, Ямадой Акиёси, Ямагатой Аритомо и другими, чтобы расширить круг сторонников отмены пересмотра. В октябре того же года Окума получил тяжелые ранения в результате теракта с бомбой, и Курода, взяв на себя ответственность, ушёл в отставку, после чего пересмотр договоров был окончательно отменён.
В следующем правительстве Ямагаты Иноуэ занимался разработкой рескрипта об образовании и проекта бюджета, а 19 июля 1890 года стал членом Тайного совета с сохранением прежних обязанностей. После открытия Императорского парламента 29 ноября обсуждал с Ито и другими чиновникам интерпретацию статьи 67 Конституции (о сокращении статей бюджета). К февралю 1891 года Коваси подготовил и представил предложения, в которых рекомендовал сначала согласовывать бюджет между правительством и парламентом, а затем обсуждать его увеличение или уменьшение в парламенте. На основе этого подхода в марте правительство и парламент достигли компромисса, бюджет был принят, и сессия завершилась. Однако примерно в это же время состояние здоровья Иноуэ ухудшилось из-за обострения хронического туберкулёза, и он пожаловался Ито и Ямагате на болезнь, попросив о временном отпуске или отставке.
В мае того же года Мацуката Масаёси стал премьер-министром, и был сформировано первое правительство Мацукаты, однако Иноуэ в том же месяце ушёл с поста главы Законодательного бюро (в июне был переведён на должность главного секретаря по гражданским делам) и не стал сотрудничать с Мацукатой, заняв позицию наблюдателя. Во втором правительстве Ито, когда Ито вновь стал премьер-министром в 1892 году, сменив Мацукату, Иноуэ не вошёл в состав правительства. Однако во время четвёртой сессии парламента, когда обострились противоречия между правительством и парламентом, что затруднило принятие бюджета, в 1893 году Иноуэ убедил Ито добиться императорского указа для урегулирования ситуации. 10 февраля указ о примирении, призывавший к согласию от имени императора Мэйдзи, привёл к примирению правительства и парламента, что позволило принять бюджет и мирно завершить сессию парламента.

### Реформа школ и образования
7 марта 1893 года во втором правительстве Ито занял пост министра культуры. Его срок полномочий, ограниченный ухудшением здоровья из-за туберкулёза, составил всего около полутора лет, до 29 августа 1894 года, но Иноуэ поставил себе цель реформировать систему образования и приложил усилия для её реализации, в частности, увеличения числа учащихся начальных школ и включения профессионального образования в учебные программы. На фоне недовольства тем, что японское образование не воспитывало полезных для общества специалистов в сравнении с Европой и Америкой, а также в условиях диверсификации промышленности, связанной с развитием капитализма, Коваси стремился создать систему образования, которая бы развивала самостоятельность учащихся от начальной школы до университета, пробуждала интерес к профессиональной деятельности, укрепляла патриотизм с учётом напряжённой международной обстановки и готовила кадры, способные конкурировать на мировой арене. В июне Иноуэ представил на заседании кабинета министров план реформ из семи пунктов, который предусматривал снижение барьеров для поступления и предоставления субсидий в начальные школы с низким уровнем зачислений, включение профессиональных и технических школ в программу субсидирования, реорганизацию старших средних школ в профессиональные училища, чтобы создать альтернативные пути помимо поступления в университеты. На основе этого плана Иноуэ решительно приступил к реализации реформ.
В качестве министра культуры Иноуэ придерживался подхода, основанного на диалоге: приглашал независимых педагогов для обсуждения будущей образовательной политики, публиковал в газетах планы Министерства культуры, призывая к общественным предложениям, а также лично посещал школы, проводя тщательные проверки на местах. Одной из инициатив по налаживанию диалога между государством и обществом стало создание 12 июня Высшего образовательного совета, куда вошли педагоги из регионов и центра, а также представители частного сектора. Этот совет, задуманный как консультативный орган министра, совместно с чиновниками обсуждал школьные проблемы. Хотя план образовательного совета не был реализован при Коваси, он был воплощён в 1896 году, когда министром культуры стал Хатисука Мотиаки. Также Иноуэ предложил в бюджете того года закон о государственных субсидиях на начальное образование, но он был отклонён; в следующем году закон также не прошёл, и реформа начальных школ не удалась. В университетах, столкнувшись с сопротивлением преподавателей, Иноуэ воздержался от активного вмешательства.

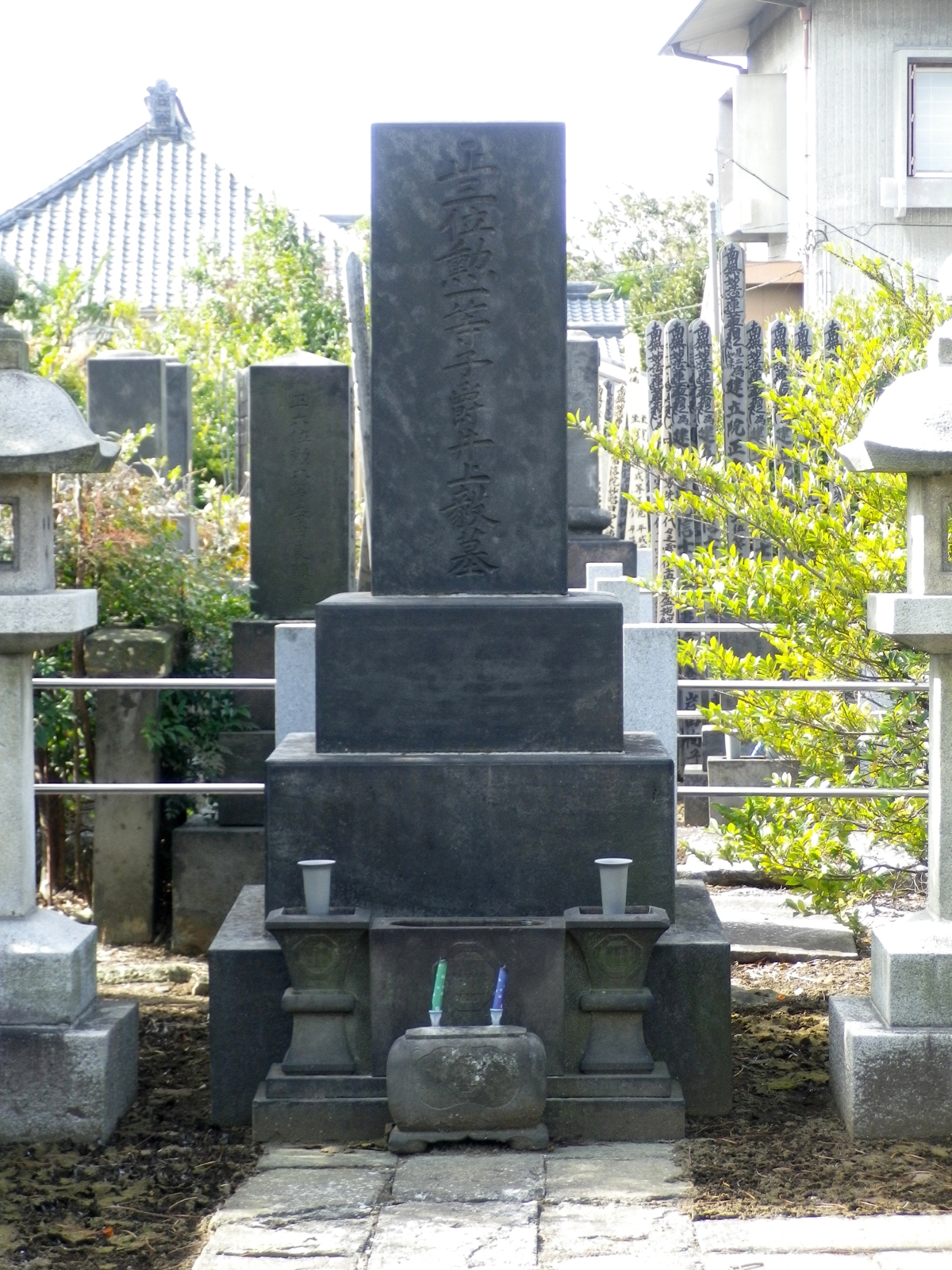
Могила Иноуэ Коваси в Токио

Однако реорганизация старших школ и профессионального образования продолжалась, и вместо реформ начальных школ Иноуэ сосредоточился на создании образовательных учреждений в дополнение к начальным школам, уделяя особое внимание базовому академическому и практическому образованию для дошкольников. 22 ноября издал Положение о школах дополнительного профессионального образования, а 12 июня 1894 года был принят Закон о государственных субсидиях на профессиональное образование, что заложило основу для создания школ дополнительного профессионального образования. Средние и старшие школы также были реформированы, 15 июня обычные средние школы получили возможность преобразования в практические средние школы с добавлением прикладных предметов (черчение, геодезия и др.) в регионах на основе разрешительной системы. 25 июня был издан первый указ о старших школах, разделивший старшие средние школы на обычные средние школы и старшие школы, а 25 июля Иноуэ издал положение об ученических школах, которые были профессиональными училищами, прежде чем уйти в отставку 29 августа. Хотя многие реформы Иноуэ Коваси были слишком новаторскими и не были немедленно реализованы, они стали основой для дальнейшего развития образования, открыв студентам разнообразные пути в различные профессиональные сферы помимо университетов.
Помимо образования, Иноуэ, будучи членом кабинета министров, пытался участвовать в других политических делах, например, стремился вмешаться в судебный процесс по делу о корабле «Тисима» против Великобритании и выступал за роспуск парламента в качестве меры реагирования, но ни одна из этих инициатив не была поддержана Ито. Из-за идеологических разногласий Ито стал отдалять его, и, кроме деятельности в сфере образования, Иноуэ стал пассивен в политике, что в итоге привело к его отставке.
После ухода из политики Иноуэ поселился в своём имении в Дзуси префектуры Канагава, где пытался восстановить здоровье, но болезнь прогрессировала. 17 марта 1895 года Иноуэ Коваси скончался в возрасте 51 года. За месяц до смерти, 7 января, ему был пожалован титул виконта (сисяку), а в феврале он усыновил Тадасиро, сына учёного кангаку Окамацу Ококу, в качестве приёмного зятя для своей старшей дочери Фудзико. Был похоронен на территории храма Дзуйрин-дзи в районе Тайто в Токио.

## Семья
Первым браком был женат на Цунэко (ум. 1884), старшей дочери Ниномии Кюхэя. Вторым браком был женат на Цуруко (1849—1935), старшей дочери Киноситы Сайтана. Во втором браке родились дочери:
- Фудзико (1886—1944), жена Иноэ Тадасиро, приёмного зятя
- Токи (1888—1914), жена Хаясэ Ёсимасы
- Ито (1889—1948), жена Ямады Сёдзо

## Награды
- Орден Восходящего солнца 3 класса (17 июня 1882)
- Орден Восходящего солнца 2 класса (29 мая 1888)
- Орден Священного сокровища 1 класса (5 марта 1889)